# Parlament von Simbabwe

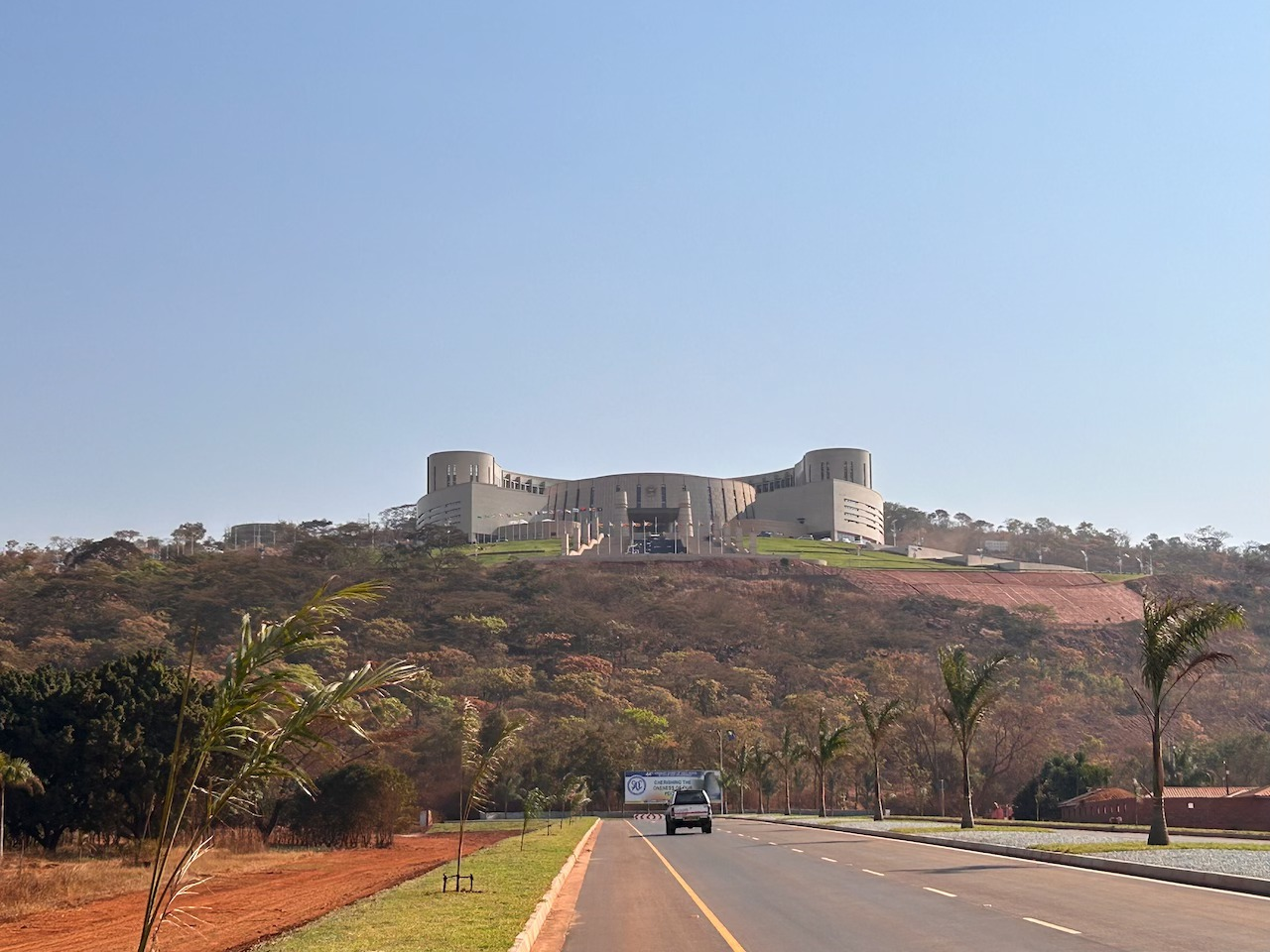
Sitz des Parlaments von Simbabwe in Mount Hampden (2024)

Das Parlament von Simbabwe (englisch: Parliament of Zimbabwe) ist die aus zwei Kammern bestehende Legislative von Simbabwe, die sich aus dem Senat (englisch: Senate) und der Nationalversammlung (englisch: National Assembly) zusammensetzt.

## Geschichte
Historisch war die erste moderne Legislative im heutigen Simbabwe der Southern Rhodesian Legislative Council, der 1898 im damaligen Gebiet der British South Africa Company in Südrhodesien gegründet wurde. Die Herrschaft der Company in Rhodesien endete 1923, als das Gebiet eine selbstverwaltete britische Kolonie wurde, und der Legislative Council wurde durch die Southern Rhodesian Legislative Assembly ersetzt.
1970 wurde im selbstverwalteten und von der weißen Minderheit dominierten Rhodesien ein Zweikammernsystem eingeführt, bestehend aus dem Senate und dem House of Assembly. Diese parlamentarische Struktur wurde bei der Unabhängigkeit des Gebiets (zeitweilig Simbabwe-Rhodesien) unter dem neuen Namen Simbabwe im Jahr 1980 beibehalten.
Gemäß der 1979 im Rahmen des Lancaster-House-Abkommens ausgearbeiteten Verfassung bestand der Senat aus 40 Sitzen und das Abgeordnetenhaus aus 100 Sitzen, wobei 20 Sitze im Abgeordnetenhaus Angehörigen der weißen Minderheit vorbehalten waren. Für den Senat gab es eine andere Sitzverteilung. Demnach sollen 10 Mitglieder ihr Mandat über eine „weiße“ Liste erlangen, 14 von der allgemeinen Liste zur Parlamentswahl kommen, 10 Mitglieder durch Wahl im Council of Chiefs (Traditionelle Führer) aufgestellt und 6 sollen vom Präsidenten Simbabwes auf Vorschlag des Premierministers berufen werden. Die Diskussion über eine neue Verfassung verlief kontrovers. Die Patriotic Front und die Regierung Muzorewa schlugen ein House of Assembly mit 120 Abgeordneten und einen Senat mit 60 Mitgliedern vor. Die Sitze sollten über eine gleiche und einheitliche Liste ohne reservierte Mandate für Weiße wählbar sein. Ian Smith beklagte angesichts dieser Entwicklungen einen Verlust der „weißen“ Macht. Am 18. Oktober teilten Robert Mugabe und Joshua Nkomo dem britischen Außenminister Lord Carrington mit, dass sie den britischen Verfassungsentwurf akzeptieren werden. Die auf dieser Grundlage angesetzten Wahlen fanden 1980, am 14. Februar für die „weißen“ Mandate und vom 27. bis 29 Februar für die allgemeinen Mandate im neuen Parlament statt.
Die Altersgrenze für das erlangte Wahlrecht lag bei 18 Jahren für die Staatsbürger oder im Land lebende Personen. Behördenmitarbeiter kontrollierten in den Wahllokalen die Altersgrenze und Lehrer halfen ihnen dabei. Wahlbeobachter des Commonwealth waren im Land unterwegs. An der Wahl zur allgemeinen Liste nahmen 2.702.275 wahlberechtigte Personen teil. Es wurde hierbei eine Wahlbeteiligung von 93,6 Prozent erreicht. Im Wählerverzeichnis für die 20 „weißen“ Mandate waren etwa 210.000 Weiße sowie 35.000 Coloureds und Asiaten eingetragen. Bis auf sechs der 20 Sitze waren alle unbeanstandet. Die Wahlen in diesen sechs Wahlkreisen fanden am 19. Februar statt, wobei sich hier nur eine geringe Wahlbeteiligung ergab. Alle 20 „weiße“ Mandate gingen an die Rhodesian Front von Ian Smith. Die beiden Parlamentskammern wählten am 11. April 1980 den methodistischen Pastor Canaan Banana zum Präsidenten des Landes.
Die den Weißen vorbehaltenen Sitze wurden 1987 abgeschafft, und durch eine Verfassungsänderung im Jahr 1989 wurde der Senat abgeschafft und das House of Assembly auf mehr Sitze erweitert. 2005 wurde schließlich der Senat wieder eingeführt und 2013 das House of Assembly in National Assembly umbenannt sowie eine verpflichtende Frauenquote eingeführt. Nach mehreren Reformen hatte das Parlament 2024 insgesamt 360 Mitglieder, darunter 80 Senatoren und 280 Abgeordnete in der Nationalversammlung.
Das Parlament, das bisher im Parliament House in Harare untergebracht war, zog im Oktober 2023 in das New Zimbabwe Parliament Building in Mount Hampden, außerhalb von Harare um, welches ein „Geschenk“ der Volksrepublik China war. Das neue Gebäude verfügt über 650 Sitze, wodurch das Parlament erweitert werden kann.

## Struktur

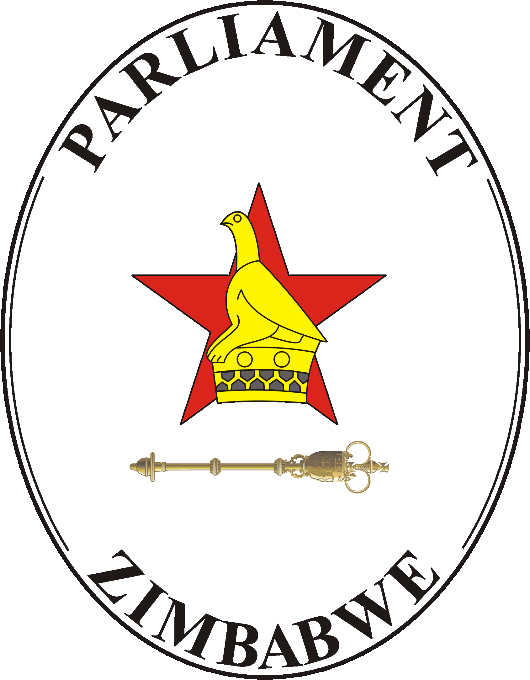
Logo des Parlaments

### Senat
Der Senat bildet das Oberhaus des Parlaments und wurde 2005 wieder eingeführt. Er repräsentiert vorwiegend die traditionellen Stammesgebiete und die Provinzen. In seiner derzeitigen Form hat der Senat 80 Mitglieder. Davon werden 60 Senatoren in 10 Wahlkreisen (auf der Grundlage der Provinzen) mit je sechs Kandidaten nach dem Verhältniswahlrecht über Parteilisten gewählt; welche sich je zur Hälfte aus Männern und Frauen zusammensetzen müssen. Von den restlichen 20 Sitzen sind zwei für Menschen mit Behinderungen und 18 für traditionelle Häuptlinge reserviert. Der Senat von Simbabwe hat das Recht, Gesetzesentwürfe zu überprüfen, zu ändern oder abzulehnen, sowie eine beratende Funktion bei der Gesetzgebung auszuüben, jedoch mit eingeschränkter Macht gegenüber der Nationalversammlung.

### Nationalversammlung
Die Nationalversammlung bildet das Unterhaus des Parlaments. Es setzt sich aus insgesamt 280 Abgeordneten zusammen. 210 davon werden in ihren Wahlkreisen gewählt, wobei eine einfache Mehrheit ausreichend ist. 60 Plätze sind für Frauen reserviert und 10 weitere Plätze für junge Menschen zwischen 21 und 35 Jahren. Die Nationalversammlung besitzt das Haushaltsrecht sowie das Recht, Gesetze zu initiieren und zu beschließen.